# 岩本剛人
岩本 剛人（いわもと つよひと、1964年10月19日 - ）は、日本の政治家。自由民主党所属の参議院議員（2期）。
防衛大臣政務官（第1次・第2次岸田内閣）、参議院環境委員長、北海道議会議員（5期）を歴任。

## 来歴
北海道札幌市豊平区出身。北海道札幌清田高等学校、淑徳大学社会福祉学部社会福祉学科卒業。
石狩開発勤務を経て、1999年の第14回統一地方選挙にて北海道議会議員（札幌市清田区選出）に当選し、以後5期連続当選。自由民主党道連幹事長などを歴任する。また、児童福祉司の資格を持ち、幼稚園や保育園を経営。
2015年末には翌年の第24回参議院議員通常選挙に向けて自民党道連が行った北海道選挙区（定数3）の候補者公募に応募したが、この時の公募では柿木克弘道議が選ばれた（参院選で柿木は落選）。
2018年12月、自民党道連は翌年の第25回参議院議員通常選挙北海道選挙区において岩本と高橋はるみ道知事の2人を擁立すると内定。道連は同年10月から11月にかけて党員などを対象とした候補者選定のためのインターネット投票を実施しており、結果、高橋は2位、岩本は4位であったが、道連によれば1位の柿木克弘にフリーメールアドレス約300票などの「組織票」が見られるなどしたため、約30の支持団体からの聞き取りで総合的に判断して2氏を選んだと説明した。2019年7月の第25回参議院議員通常選挙では自民党は2議席を獲得すべく、道知事も務め知名度の高い高橋に対し、岩本に支援組織や団体を手厚く割り振り、両氏ともに当選した。
2021年10月、第1次岸田内閣にて防衛大臣政務官に就任。
2024年7月25日、翌年7月の第27回参議院議員通常選挙の北海道選挙区公認候補として擁立することが自民党から発表された。
同年11月11日、参議院環境委員長に就任。
2024年秋の自民党総裁選では、1回目を小林鷹之氏に、決選投票では石破茂氏に入れたとされる。
2025年7月20日に行われた第27回参議院議員通常選挙の投開票の結果、次点の参政党の候補との票差が1万票を切る激戦となったものの競り勝ち、2期目の当選を果たした。

## 人物
身長188センチの長身。小学校から社会人まで、投手として野球に打ち込んだ。

### 統一教会との関係
2022年8月、世界平和統一家庭連合（旧統一教会）との関わりについて問われた北海道新聞のアンケートに対し、「パーティー券を購入した」「関連団体の会費を支出した」と回答した。

## 親族
祖父は北海道議会議長・参議院議員を務めた岩本政一、伯父は北海道議会議員・参議院議員を務めた岩本政光、父は第21代北海道議会議長を務めた岩本允。

## 所属団体・議員連盟
- 神道政治連盟国会議員懇談会[14]

## 支援団体
- 全国たばこ販売政治連盟（組織推薦候補者）[15]

## 選挙歴
| 当落 | 選挙                     | 執行日         | 年齢 | 選挙区             | 政党       | 得票数     | 得票率 | 定数 | 得票順位 /候補者数 | 政党内比例順位 /政党当選者数 |
| ---- | ------------------------ | -------------- | ---- | ------------------ | ---------- | ---------- | ------ | ---- | ------------------ | ---------------------------- |
| 当   | 1999年北海道議会議員選挙 | 1999年4月11日  | 34   | 札幌市清田区選挙区 | 自由民主党 | 1万8427票  | 37.22% | 2    | 2/3                | /                            |
| 当   | 2003年北海道議会議員選挙 | 2003年4月13日  | 38   | 札幌市清田区選挙区 | 自由民主党 | ーー票     | ーー   | 2    | /2                 | /                            |
| 当   | 2007年北海道議会議員選挙 | 2007年4月8日   | 42   | 札幌市清田区選挙区 | 自由民主党 | 2万7342票  | 48.41% | 2    | 1/3                | /                            |
| 当   | 2011年北海道議会議員選挙 | 2011年4月10日  | 46   | 札幌市清田区選挙区 | 自由民主党 | ーー票     | ーー   | 2    | /2                 | /                            |
| 当   | 2015年北海道議会議員選挙 | 2015年4月12日  | 50   | 札幌市清田区選挙区 | 自由民主党 | ーー票     | ーー   | 2    | /2                 | /                            |
| 当   | 第25回参議院議員通常選挙 | 2019年07月21日 | 54   | 北海道選挙区       | 自由民主党 | 45万4285票 | 18.85% | 3    | 3/9                | /                            |
| 当   | 第27回参議院議員通常選挙 | 2025年07月20日 | 60   | 北海道選挙区       | 自由民主党 | 33万3558票 | 13.34% | 3    | 3/12               | /                            |